# 施托布
施托布是奥地利布尔根兰州上普伦多夫县的一个市镇。总面积17.37平方公里，总人口1390人，人口密度80人/平方公里（2016年）。